# Бенік Оганесян
Бенік Оганесян (вірм. Բենիկ Հովհաննիսյան, нар. 1 травня 1993, Єреван) — вірменський футболіст, фланговий півзахисник клубу «Ноах».

## Клубна кар'єра
У дорослому футболі дебютував 2010 року виступами за команду «Бананц», в якій провів три сезони, взявши участь у 23 матчах чемпіонату.
Протягом сезону 2014/15 років захищав кольори клубу «Алашкерт», але основним гравцем не був, тому по його завершенню перейшов у «Арарат». Відіграв за цю команду наступний сезон своєї ігрової кар'єри і більшість часу, проведеного у складі «Арарата», був основним гравцем команди.
2016 року повернувся до клубу «Алашкерт». Цього разу провів у складі його команди три сезони, ставши за цей час дворазовим чемпіоном Вірменії, володарем Кубка Вірменії та дворазовим володарем Суперкубка Вірменії, але знову основним гравцем не був.
До складу клубу «Ноах» приєднався влітку 2019 року і 2020 року здобув з командою Кубок та Суперкубок Вірменії. Станом на 13 липня 2021 року відіграв за команду 53 матчі в національному чемпіонаті.

## Виступи за збірні
2011 року дебютував у складі юнацької збірної Вірменії (U-19), загалом на юнацькому рівні взяв участь у 3 іграх.
3 вересня 2011 року зіграв свій єдиний матч у складі молодіжної збірної Вірменії, вийшовши на заміну в кінці матчу в рамках відбору на молодіжне Євро-2013 проти Андорри (1:0).
28 травня 2016 року дебютував в офіційних матчах у складі національної збірної Вірменії в товариській грі проти Гватемали (7:1), замінивши на 74 хвилині Тиграна Барсегяна.
| Дата      | Місто  | Господарі | Результат | Гості    | Турнір           | Голи | Примітки |
| --------- | ------ | --------- | --------- | -------- | ---------------- | ---- | -------- |
| 28-5-2016 | Карсон | Гватемала | 1 – 7     | Вірменія | товариський матч | -    | 75'      |
| Усього    |        | Матчів    | 1         |          | Голів            | 0    |          |

## Титули і досягнення
- Чемпіон Вірменії (2):

«Алашкерт»: 2016/17, 2017/18
- Володар Кубка Вірменії (2):

«Алашкерт»: 2017/18
«Ноах»: 2019/20
- Володар Суперкубка Вірменії (3):

«Алашкерт»: 2016, 2018
«Ноах»: 2020